# Фосфоенолпіровиноградна кислота
Фосфоенолпіровиноградна кислота (2-фосфоенолпіруват, PEP) — естер, що походить від енолу пірувату і фосфату. Речовина існує в аніонній формі.
PEP є важливим проміжним продуктом в біохімії. Вона має високоенергетичний фосфат з високою енергією (-61,9 кДж / моль) в організмах і бере участь у гліколізі і глюконеогенезі. У рослинах він також бере участь у біосинтезі різних ароматичних сполук і в фіксації вуглецю; у бактеріях він також використовується як джерело енергії для фосфотрансферазної системи.

## Утворення

### В гліколізі
PEP утворюється в результаті дії ферменту енолази на 2-фосфогліцеринову кислоту. Метаболізм PEP до піровиноградної кислоти шляхом піруваткінази (РК) генерує аденозинтрифосфат (АТФ) через фосфорилювання на рівні субстрату. АТФ є однією з основних валют[що це?] хімічної енергії в межах клітини.

### У глюконеогенезі
PEP формується в результаті декарбоксилювання оксалоацетату і гідролізу однієї молекули гуанозинтрифосфату. Ця реакція каталізується ферментом фосфоенолпіруват карбоксикіназа (PEPCK). Ця реакція є лімітуючим кроком у глюконеогенезі:
GTP + оксалоацетат → ВВП + фосфоенолпіруват + CO2

## У рослинах
PEP може бути використаний для синтезу хорізмової кислоти через шикіматний шлях. Хоризмат може потім метаболізуватися в ароматичну амінокислоту (фенілаланін, триптофан і тирозин та інші ароматичні сполуки. Перший етап полягає в тому, що фосфоенолпіруват і еритрозо-4-фосфат реагують, утворюючи 3-дезокси-D-арабиногептулозонат-7-фосфат (DAHP), в реакції, катализованій ферментом DAHP синтаза.
Крім того, в C  4  рослини, PEP служить важливим субстратом в фіксації вуглецю. Хімічна реакція, яка каталізується фосфоенолпіруват карбоксилазою:
PEP + HCO  3   —  → оксалоацетат 